# Sankethi
 (septembre 2012).
Si vous disposez d'ouvrages ou d'articles de référence ou si vous connaissez des sites web de qualité traitant du thème abordé ici, merci de compléter l'article en donnant les références utiles à sa vérifiabilité et en les liant à la section « Notes et références ».
Le sankethi est une langue dravidienne distincte du tamoul et maintenant considérée comme langue séparée à part entière par des linguistes spécialistes des langues dravidiennes comme Hampa Nagarajaiah. Beaucoup cependant parlent encore à son sujet d'un « dialecte tamoul », suivant en cela la tradition. Il convient de noter que le sankethi ne peut qu'être difficilement compris par un locuteur tamoul. Elle est parlée par les Sankethi (en), un groupe de brahmanes (de tradition Smarta) résidant principalement au Karnataka.
Ce langage s'est clairement séparé du tamoul à peu près au moment où le malayalam lui-même en a divergé, et présente la particularité de ne plus avoir eu de contact avec la zone d'origine depuis cette époque. Le sankethi s'est donc développé de manière autonome, empruntant cependant au kannada et au sanskrit. Il présente des caractéristiques uniques, malgré des similitudes avec le malayalam, car la terre dont vinrent jadis les Sankethi se trouvait sur la frontière entre Tamil Nadu et Kerala, et leurs deux langues ont dû être très proches à cette époque. Quelques-uns des mots utilisés en sankethi sont apparentés au tamoul classique. Le sankethi a également conservé certains éléments proto-dravidiens.

### Sources
1. Dr.Shrikaanth K.Murthy - Article in Sanketi Sangama, février 2006 (publié à Shimoga)
2. Dravidabhashavijnana par Hampa Nagarajaiah (publié par D.V.K.Murthy publishers, Mysore, Inde)
3. Sanketi jananga, samskruti mattu bhashe - C.S.Ramachandarao (publié par Chaitra Pallavi Publishers, Mysore)
4. Nacharammana Jivana Carite - M.Keshaviah (publié à Mysore)
5. Shreyash S - Article dans Sanketi Sangama (publié par Chaitra Pallavi Publishers, Bangalore)